# Зауральское городское поселение
Зауральское городско́е поселе́ние — муниципальное образование в Еманжелинском районе Челябинской области Российской Федерации.
Административный центр — пгт Зауральский.

## История
Статус и границы городского поселения установлены Законом Челябинской области от 28 октября 2004 года № 293-ЗО «О статусе и границах Еманжелинского муниципального района и городских поселений в его составе»

## Население
| 2009  | 2010  | 2011  | 2012  | 2013  | 2014  | 2015  |
| ----- | ----- | ----- | ----- | ----- | ----- | ----- |
| 8144  | ↘7884 | ↘7882 | ↗7906 | ↘7880 | ↘7875 | ↘7783 |
| 2016  | 2017  | 2018  | 2019  | 2020  | 2021  | 2023  |
| ↘7642 | ↘7525 | ↘7395 | ↘7313 | ↘7274 | ↘6950 | ↘6878 |

## Состав городского поселения
| № | Населённый пункт | Тип населённого пункта      | Население |
| - | ---------------- | --------------------------- | --------- |
| 1 | Зауральский      | пгт, административный центр | ↘6878     |